# 同文书局
同文书局，是近代中国人自办的第一家石版印刷图书出版机构。

## 历史
光绪八年（1882年），同文书局由徐鸿复、徐润等人创立于上海，主营石印古籍，曾出版过《康熙字典》、《古今图书集成》、《二十四史》、《资治通鉴》、《快雪堂法书》等书。光绪十九年（1893年）五月十七日，同文书局不慎发生火灾，大批设备被焚毁，损失约一万五千元。同文书局因保了火险，且未殃及附近的仓库、宿舍，因此很快便又恢复了生产。光绪二十四年（1898年）停办。